# Nachtwacht (computerspel)
Nachtwacht (ook wel Mr. Chip Nibble) is een computerspel dat werd ontwikkeld door John Vanderaart (ook wel "DrJ") en Cees Kramer van Radarsoft. Het spel kwam in 1985 uit voor de Commodore 64 en in 1986 voor de MSX. Het spel was een tekstadventure met plaatjes die zich afspeelde in het magazijn van MCN. Met simpele opdrachten kon de speler de hoofdpersoon Chip besturen. Het spel maakte deel uit van een wedstrijd. Diegene die in het minste aantal stappen de adventure op kon lossen, kon een jaarabonnement op het tijdschrift MCN winnen. 